# La Didone
La Didone est un opéra de Francesco Cavalli en un prologue et trois actes, sur un livret de Giovanni Francesco Busenello inspiré de l’Énéide de Virgile. Il fut créé à Venise en 1641. 

## Argument
Prologue

La déesse Iris annonce la chute de Troie.
Acte I

À Troie
Le troyen Énée est prêt à partir au combat, mais Vénus lui annonce la chute prochaine de la ville et lui demande de fuir avec sa famille. Créuse, la femme d’Énée est tuée au moment du départ. Cassandre et Hécube pleurent la ruine de Troie.
Acte II

À Carthage
Le roi Iarbas aime Didon sans retour. Énée, sauvé d’un naufrage par Neptune, arrive à Carthage. Didon et Enée tombent réciproquement amoureux ce qui conduit Iarbas à la folie.
Acte III

Jupiter envoie Mercure rappeler à Énée que son destin est de fonder Rome et qu’il doit quitter Carthage. Au moment des adieux, Didon, désespérée, s’évanouit. Iarbas qui a retrouvé la raison grâce à Mercure empêche Didon de se suicider et celle-ci accepte de l’épouser.

## Commentaire
L’opéra fut créé en mars 1641 au Teatro San Cassiano de Venise, et fut reprise à Naples en 1650. Une copie manuscrite de la partition est conservée à la Biblioteca Marciana de Venise, dans le fonds Contarini.
Le livret de Busenello diffère sensiblement de Virgile : alors que dans l’Enéide Didon se suicide, l’opéra finit par son mariage. C’est le troisième opéra de Cavalli, après Le Nozze di Teti e di Peleo et Gli Amori d’Apollo e di Dafne. Bien que particulièrement tragique, l’œuvre contient quelques passages comiques ou licencieux, dans un mélange des genres typique de l’opéra vénitien. L’opéra ne comporte que treize airs, parmi lesquels est particulièrement notable le lamento d’Hécube à la scène 7 de l’acte I.

## Discographie et vidéographie
- Enregistrement 1997 : Thomas Hengelbrock, Ensemble Balthasar-Neumann, avec Yvonne Kenny (Didon et Cassandre), Laurence Dale (Énée), Hilary Summers (Hécube). Coffret de 2 CD paru chez D.H.M. Dans cette version Hengelbrock a supprimé la fin heureuse.

- Enregistrement 2006 : Fabio Biondi, Europa Galante, avec Claron Mc Fadden (Didon), Magnus Staveland (Énée), Marina De Liso (Hécube). Coffret de 2 CD paru chez Dynamic. Cet enregistrement est paru en DVD chez le même éditeur.
- Enregistrement DVD 2011 : William Christie, Les Arts Florissants, avec Anna Bonitatibus (Didon), Kresimir Spicer (Énée), Maria Streijffert (Hécube).